# Omeies
Els Banu Umayya o omeies (àrab: بنو أمية, Banū Umayya) van ser un llinatge àrab que va exercir el poder califal primer a Orient, amb capital a Damasc, i després a Al-Àndalus, amb capital a Còrdova.

## Orígens i genealogia
Els omeies són els descendents d'Umayya ibn Abd-Xams, i van ser el principal dels clans quraixites. A l'inici de l'islam, la tribu estava dividida en dues branques principals: els Ayas i els Anabisa. Els Anabisa estaven representats per Harb, Abu-Harb Sufyan, Abu-Sufyan i altres; la branca sufyanida (d'Abu-Sufyan ibn Harb) es va extingir amb Muàwiya II, fill de Yazid I. Yazid ibn Abi-Sufyan va tenir el comandament de l'exèrcit de Síria sota Úmar ibn al-Khattab però no va deixar descendents; Abu-Sufyan va tenir altres fills: Utba, Anbasa, Yazid, Muhàmmad i Amr, dels quals els dos primers van deixar descendència. Dels Ayas descendien els califes omeies a partir de Marwan I i els omeies de l'Àndalus (després de la massacre de prínceps omeies del 750 a més de la línia de l'Àndalus van subsistir línies secundàries que no van governar a Pèrsia i Egipte). El califa Uthman ibn Affan fou també membre d'aquesta branca. La branca d'Abu-Arm va donar també algun personatge notable, especialment Al-Walid ibn Uqba, governador de Kufa sota Uthman ibn Affan. A continuació es mostra la relació de parentiu dels primers omeies fins a la vinguda de Mahoma.
|  |  |  |  |  |  |                      |                      |                      |                      |                      |                      |  |  |  |  |  |  |  |  | Qussayy             |                     |                     |                     |                     |                     |  |  |  |  |                        |                        |                        |                        |                        |                        |  |  |  |  |  |  |                  |                  |                  |                  |                  |                  |  |  |  |  |                        |                        |                        |                        |                        |                        |  |  |  |  |  |  |  |  |  |  |  |  |  |  |
|  |  |  |  |  |  |                      |                      |                      |                      |                      |                      |  |  |  |  |  |  |  |  |                     |                     |                     |                     |                     |                     |  |  |  |  |                        |                        |                        |                        |                        |                        |  |  |  |  |  |  |                  |                  |                  |                  |                  |                  |  |  |  |  |                        |                        |                        |                        |                        |                        |  |  |  |  |  |  |  |  |  |  |  |  |  |  |
|  |  |  |  |  |  |                      |                      |                      |                      |                      |                      |  |  |  |  |  |  |  |  | Abd-Manaf           |                     |                     |                     |                     |                     |  |  |  |  |                        |                        |                        |                        |                        |                        |  |  |  |  |  |  |                  |                  |                  |                  |                  |                  |  |  |  |  |                        |                        |                        |                        |                        |                        |  |  |  |  |  |  |  |  |  |  |  |  |  |  |
|  |  |  |  |  |  |                      |                      |                      |                      |                      |                      |  |  |  |  |  |  |  |  |                     |                     |                     |                     |                     |                     |  |  |  |  |                        |                        |                        |                        |                        |                        |  |  |  |  |  |  |                  |                  |                  |                  |                  |                  |  |  |  |  |                        |                        |                        |                        |                        |                        |  |  |  |  |  |  |  |  |  |  |  |  |  |  |
|  |  |  |  |  |  |                      |                      |                      |                      |                      |                      |  |  |  |  |  |  |  |  | Abd-Xams            |                     |                     |                     |                     |                     |  |  |  |  |                        |                        |                        |                        |                        |                        |  |  |  |  |  |  |                  |                  |                  |                  |                  |                  |  |  |  |  |                        |                        |                        |                        |                        |                        |  |  |  |  |  |  |  |  |  |  |  |  |  |  |
|  |  |  |  |  |  |                      |                      |                      |                      |                      |                      |  |  |  |  |  |  |  |  |                     |                     |                     |                     |                     |                     |  |  |  |  |                        |                        |                        |                        |                        |                        |  |  |  |  |  |  |                  |                  |                  |                  |                  |                  |  |  |  |  |                        |                        |                        |                        |                        |                        |  |  |  |  |  |  |  |  |  |  |  |  |  |  |
|  |  |  |  |  |  |                      |                      |                      |                      |                      |                      |  |  |  |  |  |  |  |  | Umayya              |                     |                     |                     |                     |                     |  |  |  |  |                        |                        |                        |                        |                        |                        |  |  |  |  |  |  |                  |                  |                  |                  |                  |                  |  |  |  |  |                        |                        |                        |                        |                        |                        |  |  |  |  |  |  |  |  |  |  |  |  |  |  |
|  |  |  |  |  |  |                      |                      |                      |                      |                      |                      |  |  |  |  |  |  |  |  |                     |                     |                     |                     |                     |                     |  |  |  |  |                        |                        |                        |                        |                        |                        |  |  |  |  |  |  |                  |                  |                  |                  |                  |                  |  |  |  |  |                        |                        |                        |                        |                        |                        |  |  |  |  |  |  |  |  |  |  |  |  |  |  |
|  |  |  |  |  |  |                      |                      |                      |                      |                      |                      |  |  |  |  |  |  |  |  |                     |                     |                     |                     |                     |                     |  |  |  |  |                        |                        |                        |                        |                        |                        |  |  |  |  |  |  |                  |                  |                  |                  |                  |                  |  |  |  |  |                        |                        |                        |                        |                        |                        |  |  |  |  |  |  |  |  |  |  |  |  |  |  |
|  |  |  |  |  |  | Harb                 | Harb                 | Harb                 | Harb                 | Harb                 | Harb                 |  |  |  |  |  |  |  |  | Abu-l-As (o al-Asi) | Abu-l-As (o al-Asi) | Abu-l-As (o al-Asi) | Abu-l-As (o al-Asi) | Abu-l-As (o al-Asi) | Abu-l-As (o al-Asi) |  |  |  |  | Al-As o Al-Asi al-Ayas | Al-As o Al-Asi al-Ayas | Al-As o Al-Asi al-Ayas | Al-As o Al-Asi al-Ayas | Al-As o Al-Asi al-Ayas | Al-As o Al-Asi al-Ayas |  |  |  |  |  |  | Abu-l-Is al-Ayas | Abu-l-Is al-Ayas | Abu-l-Is al-Ayas | Abu-l-Is al-Ayas | Abu-l-Is al-Ayas | Abu-l-Is al-Ayas |  |  |  |  | Abu-Amr Banu Abi-Muayt | Abu-Amr Banu Abi-Muayt | Abu-Amr Banu Abi-Muayt | Abu-Amr Banu Abi-Muayt | Abu-Amr Banu Abi-Muayt | Abu-Amr Banu Abi-Muayt |  |  |  |  |  |  |  |  |  |  |  |  |  |  |
|  |  |  |  |  |  | Harb                 | Harb                 | Harb                 | Harb                 | Harb                 | Harb                 |  |  |  |  |  |  |  |  | Abu-l-As (o al-Asi) | Abu-l-As (o al-Asi) | Abu-l-As (o al-Asi) | Abu-l-As (o al-Asi) | Abu-l-As (o al-Asi) | Abu-l-As (o al-Asi) |  |  |  |  | Al-As o Al-Asi al-Ayas | Al-As o Al-Asi al-Ayas | Al-As o Al-Asi al-Ayas | Al-As o Al-Asi al-Ayas | Al-As o Al-Asi al-Ayas | Al-As o Al-Asi al-Ayas |  |  |  |  |  |  | Abu-l-Is al-Ayas | Abu-l-Is al-Ayas | Abu-l-Is al-Ayas | Abu-l-Is al-Ayas | Abu-l-Is al-Ayas | Abu-l-Is al-Ayas |  |  |  |  | Abu-Amr Banu Abi-Muayt | Abu-Amr Banu Abi-Muayt | Abu-Amr Banu Abi-Muayt | Abu-Amr Banu Abi-Muayt | Abu-Amr Banu Abi-Muayt | Abu-Amr Banu Abi-Muayt |  |  |  |  |  |  |  |  |  |  |  |  |  |  |
|  |  |  |  |  |  | Abu-Sufyan ibn Harb  | Abu-Sufyan ibn Harb  | Abu-Sufyan ibn Harb  | Abu-Sufyan ibn Harb  | Abu-Sufyan ibn Harb  | Abu-Sufyan ibn Harb  |  |  |  |  |  |  |  |  | Affan               | Affan               | Affan               | Affan               | Affan               | Affan               |  |  |  |  | Hakam                  | Hakam                  | Hakam                  | Hakam                  | Hakam                  | Hakam                  |  |  |  |  |  |  |                  |                  |                  |                  |                  |                  |  |  |  |  |                        |                        |                        |                        |                        |                        |  |  |  |  |  |  |  |  |  |  |  |  |  |  |
|  |  |  |  |  |  | Abu-Sufyan ibn Harb  | Abu-Sufyan ibn Harb  | Abu-Sufyan ibn Harb  | Abu-Sufyan ibn Harb  | Abu-Sufyan ibn Harb  | Abu-Sufyan ibn Harb  |  |  |  |  |  |  |  |  | Affan               | Affan               | Affan               | Affan               | Affan               | Affan               |  |  |  |  | Hakam                  | Hakam                  | Hakam                  | Hakam                  | Hakam                  | Hakam                  |  |  |  |  |  |  |                  |                  |                  |                  |                  |                  |  |  |  |  |                        |                        |                        |                        |                        |                        |  |  |  |  |  |  |  |  |  |  |  |  |  |  |
|  |  |  |  |  |  | Muàwiya I al-Anabisa | Muàwiya I al-Anabisa | Muàwiya I al-Anabisa | Muàwiya I al-Anabisa | Muàwiya I al-Anabisa | Muàwiya I al-Anabisa |  |  |  |  |  |  |  |  | Uthman al-Ayas      | Uthman al-Ayas      | Uthman al-Ayas      | Uthman al-Ayas      | Uthman al-Ayas      | Uthman al-Ayas      |  |  |  |  | Marwan I al-Ayas       | Marwan I al-Ayas       | Marwan I al-Ayas       | Marwan I al-Ayas       | Marwan I al-Ayas       | Marwan I al-Ayas       |  |  |  |  |  |  |                  |                  |                  |                  |                  |                  |  |  |  |  |                        |                        |                        |                        |                        |                        |  |  |  |  |  |  |  |  |  |  |  |  |  |  |

## Fundació de la dinastia dirigent
Els quatre primers califes no van seguir una línia successòria predefinida. Aquesta etapa es caracteritza per una ràpida expansió de signe anàrquic, i pels primers intents de centralització. La victòria de Muàwiya ibn Abi-Sufyan, del clan dels omeies, suposa la seva aclamació com a califa i en fa el fundador de la dinastia omeia, que representa la total pèrdua de poder par part de les elits de Medina i la Meca, i el canvi de capital de l'imperi, que passa a Damasc. L'exèrcit de Síria passa a ser el responsable del control de l'imperi.
Es trenca la línia dels califes raixidun i l'estricta observació de l'Alcorà, per la qual cosa els omeies són rebutjats com a califes legítims per una part del sunnisme. El xiisme, òbviament, només reconeix Alí ibn Abi-Tàlib. La fidelitat religiosa és substituïda per l'obediència monàrquica (mulk).

## Ascensió
Amb l'ajut de les tropes síries, Muàwiya I acabà l'anarquia inherent als sistemes d'organització tribal, posant les bases d'un autèntic Estat islàmic. Per aconseguir això, s'hagué d'enfrontar a nombroses revoltes, continuació de la guerra civil iniciada en temps d'Alí ibn Abi-Tàlib. Una vegada superada, es reprengué l'expansió de l'imperi, arribant a assetjar Constantinoble l'any 668. Es conquereixen Rodes (672) i Creta (674), al mateix temps que es crea una base naval a la mar de Màrmara, des d'on, entre 674 i 680, any en què va morir Muàwiya, es llençaren atacs anuals contra la capital de l'Imperi Romà d'Orient.
Però el seu règim encara era precari, i l'arribada al poder del seu fill Yazid I va desencadenar noves revoltes. La xiïta, liderada per Hussayn, fill menor d'Alí, fou reprimida fàcilment, i Hussayn, mort a Karbala per l'octubre de 680. Més gran fou la revolta quraixita, liderada per Abd-Al·lah ibn az-Zubayr, net d'Abu-Bakr as-Siddiq, i de caràcter tradicionalista. Aquesta coincidí amb la mort de Yazid (683) i, quaranta dies després, del seu successor Muàwiya II (684), cosa que convertí la revolta en una autèntica amenaça pel règim omeia.

## Decadència
La pau obtinguda per la família marwaní després de la segona guerra civil fou molt fràgil. Tot i la solidesa de l'aparell administratiu creat, les revoltes eren constants. Ja no per governadors que es volguessin independitzar, i cada vegada menys pels afers dels immigrants àrabs, sinó més aviat sobre qüestions com l'expansionisme i el militarisme del règim.
L'estabilitat de l'imperi depenia de l'exèrcit de Síria, vist per les altres províncies com una força hostil, mentre que els ingressos del tresor públic ho feien d'un insostenible expansionisme, ja que li corresponia una cinquena part del botí. Aquest expansionisme era utilitzat, a més, com una eina per reduir l'amenaça de revoltes militars, ja que els mantenia ocupats, reduïa la seva quantitat i suposava una font d'ingressos extraordinària per a ells.
Però a mesura que passaven els anys les conquestes es feien més difícils i inestables. A més, començà a aparèixer un fort procés d'integració i assimilació entre els cossos militars àrabs i la població indígena. Els militars sentien així un creixent interès per l'agricultura i el comerç, també un cert sentiment nacionalista i l'establiment de famílies. Per aquest motiu, les campanyes de conquesta cada vegada eren menys populars, tot i que necessàries per mantenir el sistema econòmic establert.
El creixement de la població a les ciutats fou àmpliament superior al del comerç i la indústria, i els sistemes de beneficència que alleugerien la situació temporalment tornaren insostenibles. Si a això se li suma una disminució d'ingressos per la reducció dels botins de guerra, la situació torna explosiva.
El fet que els càrrecs d'importància es reservessin a la família marwaní i als seus protegits va suposar l'aparició d'una classe privilegiada, que defensava els seus interessos de forma agressiva. Tant això com el procés d'assimilació i oposició a la guerra, foren especialment importants al Khorasan (província del Califat), des d'on partí la revolució abbàssida.
Conscients d'aquests problemes, sota els regnats de Sulayman i Úmar II, s'inicià un procés de reforma. Primer de signe moderat, i després de caràcter radical, sorprenentment similar a les grans revolucions europees dels darrers dos segles, amb la diferència que aquesta fou dirigida des de dalt i, per tant, no va tenir continuïtat.
Sota el govern de Sulayman, es canvien a l'administració els elements conservadors per altres de reformistes. Les campanyes militars se centraren a consolidar els seus dominis, obrint-se a militars no-àrabs, amb l'excepció de les importants campanyes contra l'Imperi Romà d'Orient, arribant a assetjar Constantinoble (716), campanya durant la qual morí l'any 717. Això suposà un fort cop per a l'exèrcit de Síria, del qual depenia l'estabilitat de l'imperi.
L'arribada al poder d'Úmar II suposa una radicalització extrema de les polítiques de reforma. El nomenament d'aquest com a successor, per part de Sulayman, anava en contra de les preferències mostrades pel seu pare Abd-al-Màlik i la major part de la família marwànida. Per això, només s'acceptà l'execució del testament sota condició que Yazid II fos el següent successor. Els partidaris d'Úmar II acceptaren, amb l'esperança d'un llarg govern per part d'aquest.
Però el fet és que Úmar II morí l'any 720, deixant darrere seu un llegat de reformes a mig executar. Aturà totes les polítiques expansionistes, gran part dels privilegis de la família omeia i establí la igualtat entre tots els musulmans, fossin o no àrabs. Pretenia establir el seu poder sota una ideologia islamista, en comptes de fer-ho sobre el poder militar arabo-sirià. Es restablia, per tant, el concepte d'umma. El seu govern es caracteritza per un major centralisme, però alhora per la reducció de la importància del poder militar.
Yazid II, durant el seu breu regnat (720–724), anul·là totes les directives d'Úmar II. L'expansionisme i el domini àrab tornaren a ser moneda comú. El succeí el seu germà Hixam, que gràcies a la seva habilitat política aconseguí la continuïtat de l'imperi duran dues dècades. La seva mort l'any 743 suposà pràcticament el final de la dinastia omeia. Els esforços d'Al-Walid II (743-744), Yazid III (744), Ibrahim (744) i Marwan II (744–750), arribant a acceptar algunes polítiques d'Úmar II, no aconseguiren aturar la revolució.

## Personalitats omeies
Els omeies originaren diverses estirps governants al cor de l'Islam com Damasc i Al-Àndalus.

### Califes omeies de Damasc

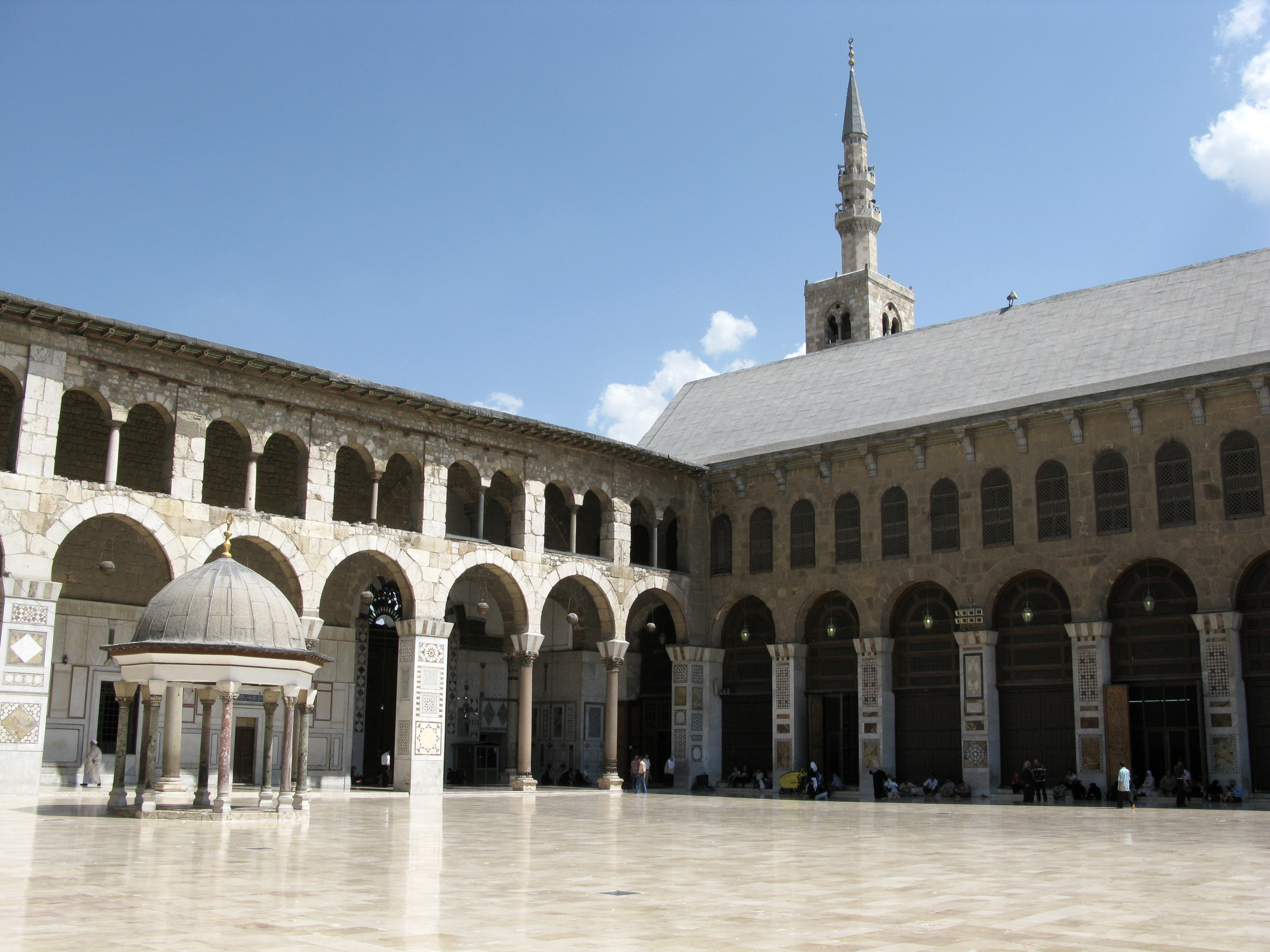
Gran mesquita de Damasc, construïda sota el regnat d'Al-Walid I

Llista dels califes omeies de Damasc des de l'assassinat d'Alí ibn Abi-Tàlib fins a l'assumpció del poder per la dinastia abbàssida.
- Muàwiya I ibn Abi-Sufyan, 661-680
- Yazid I ibn Muàwiya, 680–683
- Muàwiya II ibn Yazid, 683-684
- Marwan I ibn al-Hàkam, 684–685
- Abd-al-Màlik ibn Marwan, 685–705
- Al-Walid I ibn Abd-al-Malik, 705–715
- Sulayman ibn Abd-al-Malik, 715–717
- Umar ibn Abd-al-Aziz, 717–720
- Yazid II ibn Abd-al-Malik, 720–724
- Hixam ibn Abd-al-Màlik, 724–743
- Al-Walid II ibn Yazid, 743-744
- Yazid III ibn al-Walid, 744
- Ibrahim ibn al-Walid, 744
- Marwan II ibn Muhàmmad (governant des d'Haran) 744–750

Dinastia omeia marwànida foren els califes omeies de Damasc a partir de Marwan I, quan la branca omeia sufyànida va ser substituïda per una branca col·lateral de la pròpia família després de la mort en poc temps de dos califes i en mig de la guerra civil.
Els omeies marwànides van governar del califat del 684 al 750.

### Emirs omeies a Còrdova
Llista dels emirs omeies de Qúrtuba des que Yússuf ibn Abd-ar-Rahman al-Fihrí, per consell d'As-Sumayl ibn Hàtim al-Kilabí, va abdicar del títol d'emir i va reconèixer al príncep omeia Abd-ar-Rahman com a nou emir i fins que Abd-ar-Rahman III es va proclamar califa en 929.
- Abd-ar-Rahman I, 756-788
- Hixam I, 788–796
- Al-Hàkam I, 796–822
- Abd-ar-Rahman II, 822–852
- Muhàmmad I, 852-886
- Al-Múndhir ibn Muhàmmad, 886-888
- Abd-Al·lah, 888–912
- Abd-ar-Rahman III, 912–961

### Califes omeies a Còrdova
Llista dels califes omeies de Qúrtuba des que Abd-ar-Rahman III es va proclamar califa en 929 fins a l'abolició del califat en 1031.
- Abd-ar-Rahman III, 929-961
- Al-Hàkam II, 961-976
- Hixam II, 976-1009
- Muhàmmad II al-Mahdí, 1009
- Sulayman al-Mustaín, 1009-1010
- Hixam II, 1010-1013 (segon cop)
- Sulayman al-Mustaín, 1013-1016 (segon cop)
- Abd-Al·lah al-Muaytí (1013-1016, a Dàniya)
- Alí ibn Hammud an-Nàssir, 1016-1018 (califa hammudita)
- Al-Qàssim ibn Hammud al-Mamun, 1018 (califa hammudita)
- Abd-ar-Rahman IV, 1018
- Al-Qàssim ibn Hammud, 1018-1021 (califa hammudita, segon cop)
- Yahya ibn Alí, 1021-1023 (califa hammudita)
- Al-Qàssim ibn Hammud, 1023 (califa hammudita, tercer cop)
- Abd-ar-Rahman V, 1023-1024
- Muhàmmad III al-Mustakfí, 1024-1025
- Yahya ibn Alí, 1025-1027 (califa hammudita, segon cop)
- Hixam III, 1027-1031